# Azzurro 1988
La settima edizione di Azzurro si è tenuta al Teatro Petruzzelli di Bari durante la primavera del 1988. È stata trasmessa per tre puntate su Italia 1, con la finale andata in onda il 22 maggio.
La conduzione venne affidata a Gerry Scotti con Andrea e Vittorio Salvetti.
Sigla iniziale era Immensamente di Umberto Tozzi.

## Squadre partecipanti e classifica finale

### Cigni
Capitana: Sonia; voti: 1 340
- Afrika Bambaataa – Reckless
- Betti Villani – De Nuevo Tu
- Climie Fisher – Love Changes (Everything)
- Guesch Patti – Let Be Must the Queen
- Eddy Grant – Gimme Hope Jo'anna

### Delfini
Capitana: Lynn; voti: 1 328
- Kim Wilde – Hey Mr. Heartache
- Black – Wonderful Life
- Judy Cheeks – I Still Love You
- Scialpi e Scarlett – Pregherei
- Vanessa Paradis – Joe le taxi

### Sirene
Capitana: Daniela; voti: 1 311
- Nick Kamen – Tell Me
- Mandy Smith – Boys and Girls
- Everything but the Girl – These Early Days
- Tracy Spencer – Two to Tango Too
- Gipsy Kings – Bamboleo

### Stelle marine
Capitana: Katharina; voti: 1 220
- Novecento – Broadway
- Matt Bianco – Don't Blame It on That Girl
- Shakatak – Dr! Dr!
- Denovo – Un fuoco
- Marcella – Il colore rosso dell'amore

### Gabbiani
Capitana: Carmen; voti: 1 220
- Spagna – Every Girl and Boy
- Bros – When Will I Be Famous? e Drop the Boy
- Gaznevada – Sometimes
- Steve Rogers Band – Alzati la gonna

## Ospiti
- Bruno e Maurizio Lauzi – Maria Dei Parafulmini
- Nina Soldano